# Oochya!
Oochya! è il dodicesimo album in studio del gruppo rock gallese Stereophonics, pubblicato il 4 marzo 2022.
Anticipato dai singoli Hanging on Your Hinges, Do Ya Feel My Love? e Forever, è stato seguito dal singolo When You See It.
L'11 marzo 2022 è diventato l'ottavo disco della band gallese a raggiungere la prima posizione nella classifica britannica degli album, vendendo oltre 24.000 copie nella prima settimana, di cui poco meno di 4.000 vinili.

## Genesi
L'idea di pubblicare un nuovo album nacque quando la band era alla ricerca di canzoni per una raccolta di successi, la cui pubblicazione era prevista per il venticinquesimo anniversario della fondazione del gruppo. Il frontman Kelly Jones ha detto di aver scandagliato vari hard disk alla ricerca di canzoni e di aver trovato pezzi che la band aveva composto e registrato, ma mai inciso in modo appropriato. La ricerca gli ha consentito di trovare tre o quattro brani da cui sono nati altrettanti pezzi poi confluiti in Oochya! e di trovare l'ispirazione per la composizione di nuove canzoni, anch'esse poi inserite nel disco.

## Tracce
Testi di Kelly Jones.
1. Hanging on Your Hinges – 2:57
2. Forever – 4:24
3. When You See It
4. Do Ya Feel My Love? – 3:57
5. Right Place Right Time
6. Close Enough to Drive Home
7. Leave the Light On
8. Running Round My Brain
9. Every Dog Has Its Day
10. You're My Soul
11. All I Have Is You
12. Made a Mess of Me
13. Seen That Look Before
14. Don't Know What Ya Got
15. Jack in a Box

## Formazione
- Kelly Jones – voce, chitarra, tastiere
- Richard Jones – basso, pianoforte, cori
- Adam Zindani – chitarra, cori
- Jamie Morrison – batteria
- Tony Kirkham – tastiere, pianoforte, chitarra acustica